# Hemdale Film Corporation
Hemdale Film Corporation ( Hemdale Releasing Corporation, Hemdale Group, Ltd., или Hemdale Pictures Corporation ), известная как Hemdale Communications после 1993, независимая британская компания по производству и распространению фильмов. Образована в Лондоне в 1967 году, как Hemdale Company актером Дэвидом Хеммингсом и его менеджером Джоном Дэйли. Первоначально представляла собой агентство по поиску талантов, которое помогло начать карьеру таким группам, как Black Sabbath и Yes. Однако после того, как Хеммингс покинул компанию в 1971 году, Дейли сконцентрировал деятельность на производстве фильмов. Позже к студии присоединился Дерек Гибсон.
Компания стала известна благодаря таким фильмам, как Терминатор (1984), Команда из штата Индиана (1986), Сальвадор (1986), На берегу реки (1986), Взвод (1986), Последний император (1987); позже, два последних фильма компании завоевали премии «Оскар».
Несмотря на благоприятные отзывы критиков и коммерческий успех у компании появились ряд неудачных проектов, приведших к банкротству.
Компания прекратила свою деятельность в 1995 году, вскоре после того, как было объявлено, что её покинут Джон Дэйли и Дерек Гибсон. Права на видеотеку компании перешли к французской холдинговой корпорации Le Consortium de réalisation.
Компания была приобретена в 1996 году Starz.
Компания была пересмотрена в 21 ноября 2007 года на студии Уолта Диснея Motion Pictures и переименована в Crest Animation.